# San Marino az Eurovíziós Dalfesztiválokon
San Marino eddig tizenöt alkalommal vett részt az Eurovíziós Dalfesztiválon.
A San Marinó-i műsorsugárzó a Radiotelevisione della Repubblica di San Marino, amely 1995-ben lett tagja az Európai Műsorsugárzók Uniójának, és 2008-ban csatlakozott a versenyhez.

## Története

### Évről évre
San Marino 2008-ban vett részt először a versenyen. A miniállam lett a Dalverseny 50. részt vevő országa. Első indulójukat a San Marinó-i tévé választotta ki. A Miodio nevű együttessel neveztek, akik az elődöntőben öt pontot szerezve az utolsó helyen végeztek. 

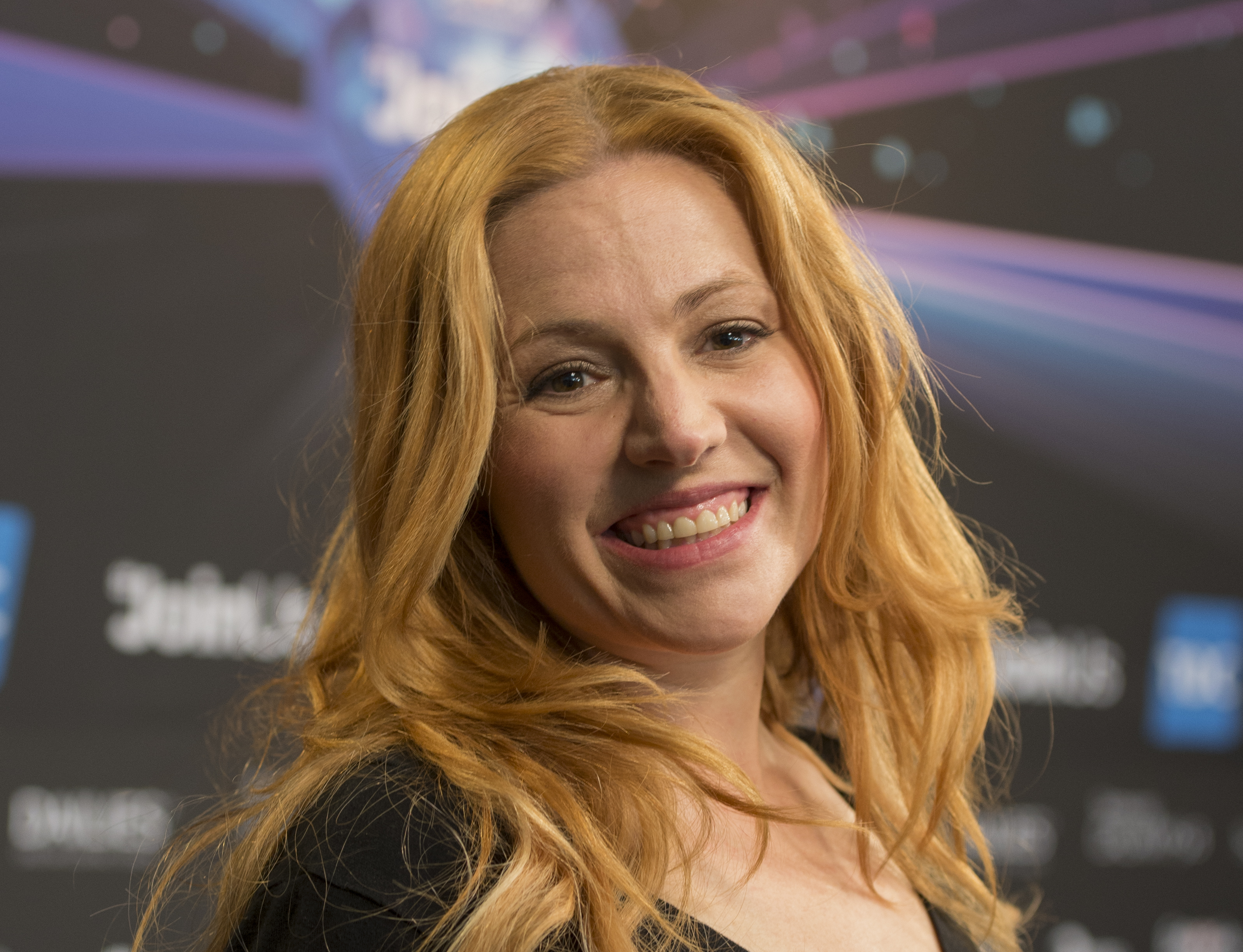
Valentina Monetta, a törpeállam négyszeres képviselője

A következő két évben pénzügyi okok miatt nem vettek részt, viszont 2011-ben a visszatérés mellett döntöttek. A továbbjutás ekkor sem sikerült, viszont ezúttal három országot is meg tudtak előzni. 2012-ben is belső kiválasztással döntöttek Valentina Monetta mellett, aki ismét nem lett döntős. Az énekesnő képviselte a mini államot a következő két évben is. 2013-ban az elődöntő tizenegyedik helyén végeztek. A következő évben végre sikerült először továbbjutniuk, igaz, hogy az elődöntő tizedik helyén, és a döntőben huszonnegyedikek lettek. 2015-ben korábbi San Marino-i junior eurovíziós előadók duetteztek, nekik sem sikerült továbbjutniuk, csak úgy, mint a következő évben. 2017-ben ismét Valentina Monetta képviselte az országot, immár a negyedik alkalommal, ismét kiestek az elődöntőben. A 2018-ban sem sikerült a törpeállamnak továbbjutnia a döntőbe. 2019-ben visszatért Serhat, aki 2016-ban képviselte őket, és másodjára továbbjutottak a döntőbe, ahol az eddigi legjobb eredményüket szerezték meg, tizenkilencedikek lettek.
2020-ban Senhit, a 2011-es versenyzőjük, képviselte volna az országot, azonban március 18-án az Európai Műsorsugárzók Uniója bejelentette, hogy 2020-ban nem tudják megrendezni a versenyt a COVID–19-koronavírus-világjárvány miatt. A San Marinó-i műsorsugárzó jóvoltából az énekesnő végül újabb lehetőséget kapott az ország képviseletére a következő évben. A 2021-es produkcióban jelöletlenül közreműködött Flo Rida amerikai rapper is, akivel sikeresen továbbjutottak a döntőbe, ahol végül a vártnál rosszabb helyen végeztek, összesítésben huszonkettedikek lettek. Ekkor kapta meg az ország első 12 pontját, amit Lengyelország zsűrije adott nekik. A 2022-ben és 2023-ban sem jutottak tovább a döntőbe. Előbbinél tizennegyedikek, utóbbinál holtversenyben Romániával nulla ponttal utolsók lettek az elődöntőben. 2024-ben a spanyol Megara sem jutott tovább az elődöntőből, a tizennegyedik helyen végeztek. 2025-ben negyedjére jutott tovább az ország, azonban Gabry Ponte a döntőben az utolsó helyen végzett.

### Nyelvhasználat
A nyelvhasználatot korlátozó szabály 1999-ig volt érvényben, vagyis San Marino 2008-as debütálásakor már szabadon megválaszthatták az indulók, hogy milyen nyelvű dallal neveznek.
San Marino eddigi tizennégy versenydala közül három olasz nyelven, tíz angol nyelven, egy spanyol nyelven, egy pedig olasz és angol kevert nyelven adtak elő.
2012-es daluk tartalmazott pár olasz nyelvű mondatot, 2019-es daluk pár török nyelvű szót tartalmazott, 2021-ben pedig az olasz nyelvű cím ellenére a dal szinte teljes egészében angol nyelven hangzott el, az adrenalina kifejezés azonban többször ismétlődik a szövegben.

### Nemzeti döntő
San Marinoban nem alakult ki hagyományos, minden évben megrendezett nemzeti válogató. Főleg belső kiválasztással jelölik ki indulójukat és a dalt, két alkalmat leszámítva: 2018-ban San Marino műsorsugárzója internetes válogatón választotta ki indulóját: a 1in360 elnevezésű projekt keretein belül, a külön erre az alkalomra létrehozott webes felületen várta a jelentkezéseket a világ bármely pontjáról. A pályázati szakaszt követően a legalább száz lájkot elérő, vagy a nevezési díjat befizető versenyzők produkcióit egy szakmai zsűri meghallgatta, majd kiválasztott tíz előadót, akik 2018 januárjától márciusáig, az állami televízión és interneten egyaránt közvetített adásokban, már a dalversenyre szánt dalaikkal és feldolgozásokkal újra bizonyíthattak. Végül telefonos szavazás segítségével választották ki a győztest, aki San Marino képviselete mellett lemezszerződést is kapott. A műsorból a máltai Jessika és a német Jenifer Brening dala, a Who We Are került ki győztesként. Emellett 2020-ban online dalválasztót tartottak, ahol két dal közül lehetett választani Senhit számára. A dalfesztivál abban az évben végül elmaradt és a következő évben ismét belső kiválasztás mellett döntöttek.
2022-től az Una voce per San Marino című műsorral választják ki indulójukat.

## Résztvevők
| Év   | Előadó                              | Dal                                          | Magyar fordítás                      | Döntő                   | Pontszám                | Elődöntő           | Pontszám           |
| ---- | ----------------------------------- | -------------------------------------------- | ------------------------------------ | ----------------------- | ----------------------- | ------------------ | ------------------ |
| 2008 | Miodio                              | Complice                                     | Tettestárs                           | Nem jutott be a döntőbe | Nem jutott be a döntőbe | 19.                | 5                  |
|      |                                     |                                              |                                      |                         |                         |                    |                    |
| 2011 | Senit                               | Stand By                                     | Készen állok                         | Nem jutott be a döntőbe | Nem jutott be a döntőbe | 16.                | 34                 |
| 2012 | Valentina Monetta                   | The Social Network Song (Oh Oh – Uh – Oh Oh) | A közösségi háló-dal (Ó ó – ú – ó ó) | Nem jutott be a döntőbe | Nem jutott be a döntőbe | 14.                | 31                 |
| 2013 | Valentina Monetta                   | Crisalide (Vola)                             | Báb (Repülj!)                        | Nem jutott be a döntőbe | Nem jutott be a döntőbe | 11.                | 47                 |
| 2014 | Valentina Monetta                   | Maybe                                        | Talán                                | 24.                     | 14                      | 10.                | 40                 |
| 2015 | Michele Perniola és Anita Simoncini | Chain of Lights                              | Fények lánca                         | Nem jutott be a döntőbe | Nem jutott be a döntőbe | 16.                | 11                 |
| 2016 | Serhat                              | I Didn’t Know                                | Nem tudtam                           | Nem jutott be a döntőbe | Nem jutott be a döntőbe | 12.                | 68                 |
| 2017 | Valentina Monetta & Jimmie Wilson   | Spirit of the Night                          | Az éjszaka szelleme                  | Nem jutott be a döntőbe | Nem jutott be a döntőbe | 18.                | 1                  |
| 2018 | Jessika feat. Jenifer Brening       | Who We Are                                   | Akik vagyunk                         | Nem jutott be a döntőbe | Nem jutott be a döntőbe | 17.                | 28                 |
| 2019 | Serhat                              | Say Na Na Na                                 | Mondd, hogy na na na                 | 19.                     | 77                      | 8.                 | 150                |
| 2020 | Senhit                              | Freaky!                                      | Bolondos!                            | Elmaradt a verseny      | Elmaradt a verseny      | Elmaradt a verseny | Elmaradt a verseny |
| 2021 | Senhit                              | Adrenalina                                   | Adrenalin                            | 22.                     | 50                      | 9.                 | 118                |
| 2022 | Achille Lauro                       | Stripper                                     | Sztriptíztáncos                      | Nem jutott be a döntőbe | Nem jutott be a döntőbe | 14.                | 50                 |
| 2023 | Piqued Jacks                        | Like an Animal                               | Mint egy állat                       | Nem jutott be a döntőbe | Nem jutott be a döntőbe | 16.                | 0                  |
| 2024 | Megara                              | 11:11                                        | –                                    | Nem jutott be a döntőbe | Nem jutott be a döntőbe | 14.                | 16                 |
| 2025 | Gabry Ponte                         | Tutta l’Italia                               | Egész Olaszország                    | 26.                     | 27                      | 10.                | 46                 |
| 2026 |                                     |                                              |                                      |                         |                         |                    |                    |

## Szavazástörténet

### 2008–2025
| Hely | Ország        | Pont |
| ---- | ------------- | ---- |
| 1.   | Görögország   | 76   |
| 2.   | Hollandia     | 67   |
| 3.   | Svédország    | 54   |
| 4.   | Ausztrália    | 53   |
| 5.   | Norvégia      | 49   |
| 6.   | Málta         | 48   |
| 7.   | Izland        | 48   |
| 8.   | Moldova       | 46   |
| 9.   | Örményország  | 45   |
| 10.  | Lengyelország | 44   |

| Hely | Ország        | Pont |
| ---- | ------------- | ---- |
| 1.   | Málta         | 46   |
| 2.   | Albánia       | 45   |
| 3.   | Spanyolország | 40   |
| 4.   | Azerbajdzsán  | 36   |
| 5.   | Görögország   | 33   |
| 6.   | Montenegró    | 31   |
| 7.   | Grúzia        | 30   |
| 8.   | Olaszország   | 27   |
| 9.   | Magyarország  | 26   |
| 10.  | Lengyelország | 25   |

San Marino még sosem adott pontot az elődöntőben Szlovákiának.
San Marino még sosem kapott pontot az elődöntőben a következő országoktól: Írország, Litvánia és Szlovákia
| Hely | Ország        | Pont |
| ---- | ------------- | ---- |
| 1.   | Olaszország   | 165  |
| 2.   | Görögország   | 101  |
| 3.   | Ukrajna       | 72   |
| 4.   | Izrael        | 69   |
| 5.   | Svédország    | 53   |
| 6.   | Oroszország   | 50   |
| 7.   | Azerbajdzsán  | 49   |
| 8.   | Moldova       | 46   |
| 9.   | Franciaország | 45   |
| 10.  | Ciprus        | 44   |

| Hely | Ország          | Pont |
| ---- | --------------- | ---- |
| 1.   | Albánia         | 23   |
| 2.   | Olaszország     | 21   |
| 3.   | Grúzia          | 17   |
| 4.   | Azerbajdzsán    | 16   |
| 5.   | Görögország     | 13   |
| 6.   | Lengyelország   | 12   |
| 7.   | Magyarország    | 10   |
| 8.   | Moldova         | 9    |
| 9.   | Észak-Macedónia | 8    |
| 9.   | Montenegró      | 8    |

San Marino még sosem adott pontot a döntőben a következő országoknak: Bosznia-Hercegovina, Fehéroroszország és Montenegró
San Marino még sosem kapott pontot a döntőben a következő országoktól: Ausztria, Ausztrália, Belgium, Bulgária, Csehország, Észtország, Finnország, Hollandia, Írország, Izrael, Lettország, Litvánia, Németország, Norvégia, Portugália, Románia, Spanyolország, Svédország, Szlovénia és Ukrajna

## Háttér
| Év        | Rendező                                          | Kommentátor                                                         | Pontbejelentő                                    |
| --------- | ------------------------------------------------ | ------------------------------------------------------------------- | ------------------------------------------------ |
| 2008      | Belgrád                                          | Lia Fiorio és Gigi Restivo                                          | Roberto Moretti                                  |
| 2009–2010 | Nem vettek részt és nem közvetítették a versenyt | Nem vettek részt és nem közvetítették a versenyt                    | Nem vettek részt és nem közvetítették a versenyt |
| 2011      | Düsseldorf                                       | Lia Fiorio és Gigi Restivo                                          | Nicola Della Valle                               |
| 2012      | Baku                                             | Lia Fiorio és Gigi Restivo                                          | Monica Fabbri                                    |
| 2013      | Malmö                                            | Lia Fiorio és Gigi Restivo                                          | John Kennedy O'Connor                            |
| 2014      | Koppenhága                                       | Lia Fiorio, Gigi Restivo, John Kennedy O'Connor és Jamarie Milkovic | Michele Perniola                                 |
| 2015      | Bécs                                             | Lia Fiorio, Gigi Restivo és John Kennedy O'Connor                   | Valentina Monetta                                |
| 2016      | Stockholm                                        | Lia Fiorio, Gigi Restivo és John Kennedy O'Connor                   | Irol MC                                          |
| 2017      | Kijev                                            | Lia Fiorio és Gigi Restivo                                          | Lia Fiorio és Gigi Restivo                       |
| 2018      | Lisszabon                                        | Lia Fiorio és Gigi Restivo                                          | John Kennedy O'Connor                            |
| 2019      | Tel-Aviv                                         | Lia Fiorio és Gigi Restivo                                          | Monica Fabbri                                    |
| 2021      | Rotterdam                                        | Lia Fiorio és Gigi Restivo                                          | Monica Fabbri                                    |
| 2022      | Torino                                           | Lia Fiorio és Gigi Restivo                                          | Labiuse                                          |
| 2023      | Liverpool                                        | Lia Fiorio és Gigi Restivo                                          | John Kennedy O'Connor                            |
| 2024      | Malmö                                            | Lia Fiorio és Gigi Restivo                                          | Kida                                             |
| 2025      | Bázel                                            | Anna Gaspari és Gigi Restivo                                        | Senhit                                           |
| 2026      | Bécs                                             |                                                                     |                                                  |

## Galéria

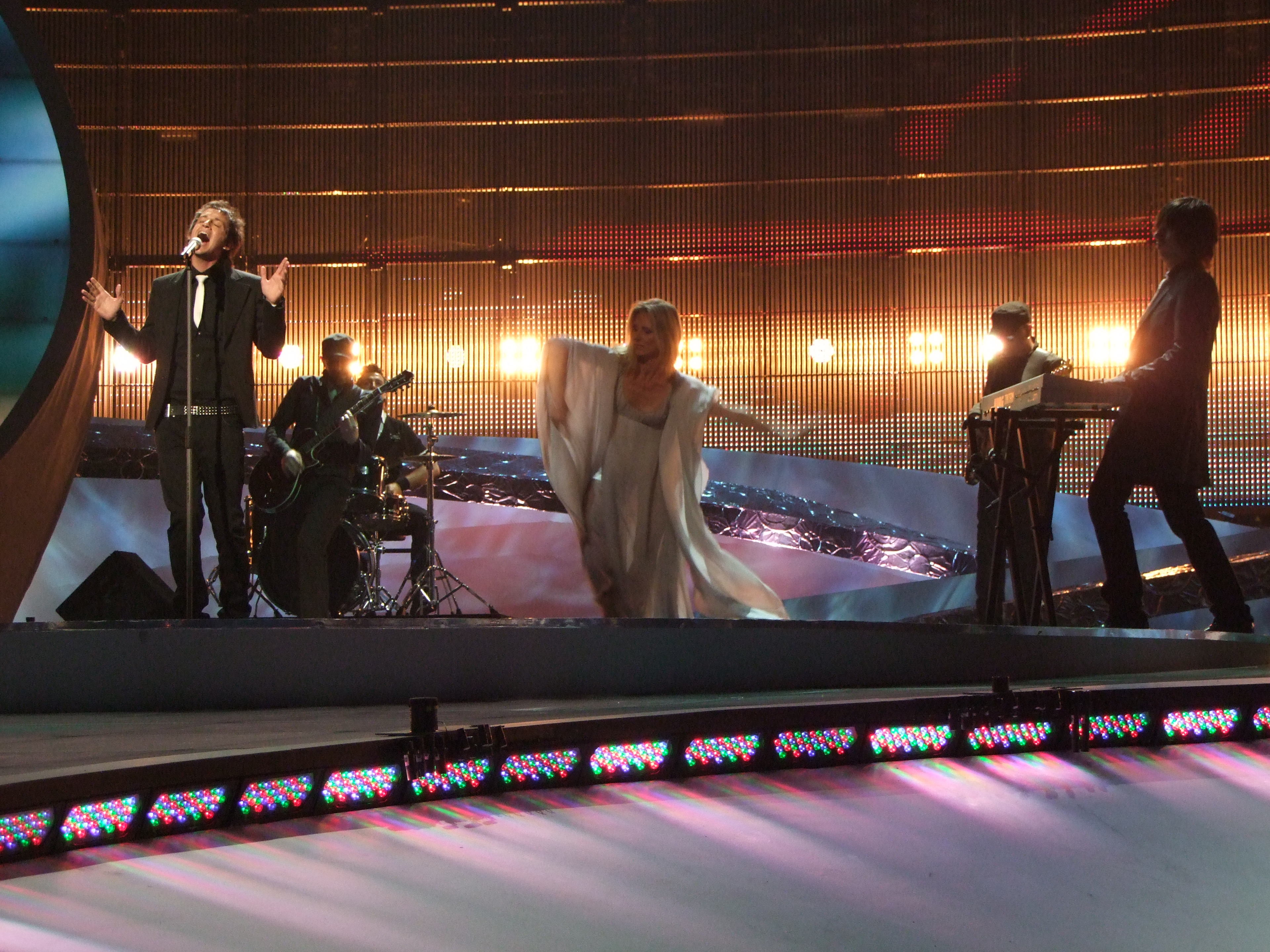
Miodio Belgrádban (2008)
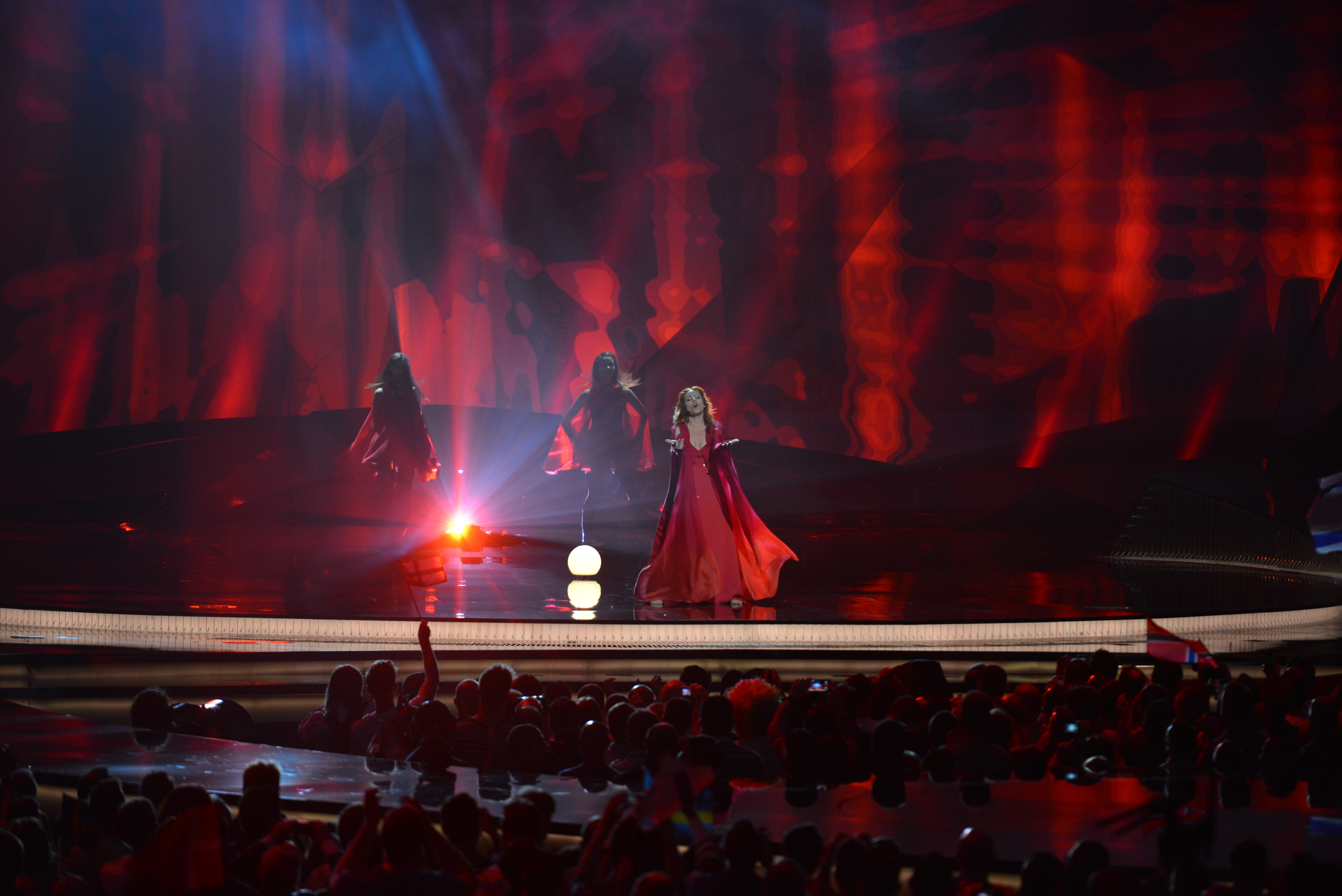
Valentina Monetta Malmőben (2013)
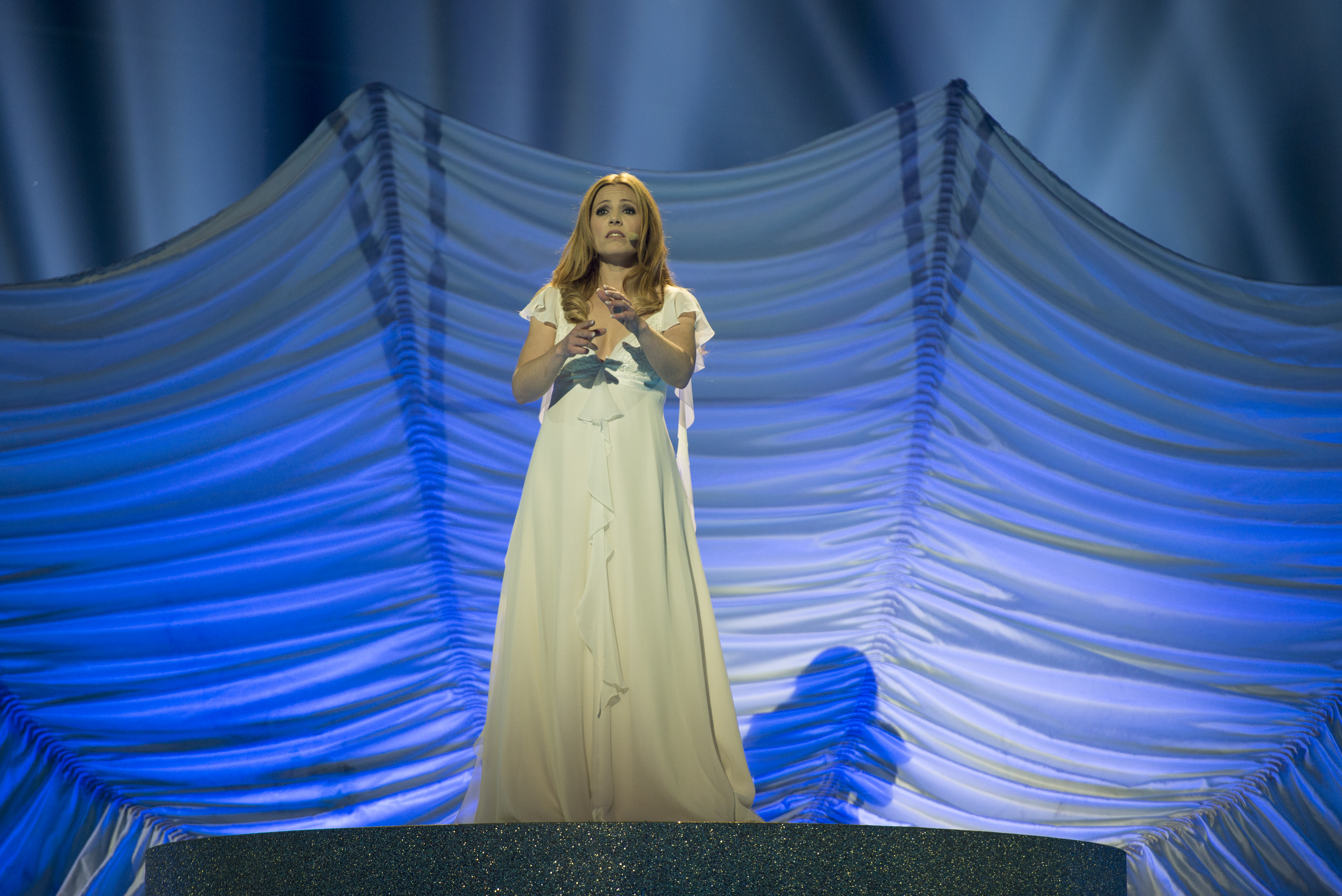
Valentina Monetta Koppenhágában (2014)
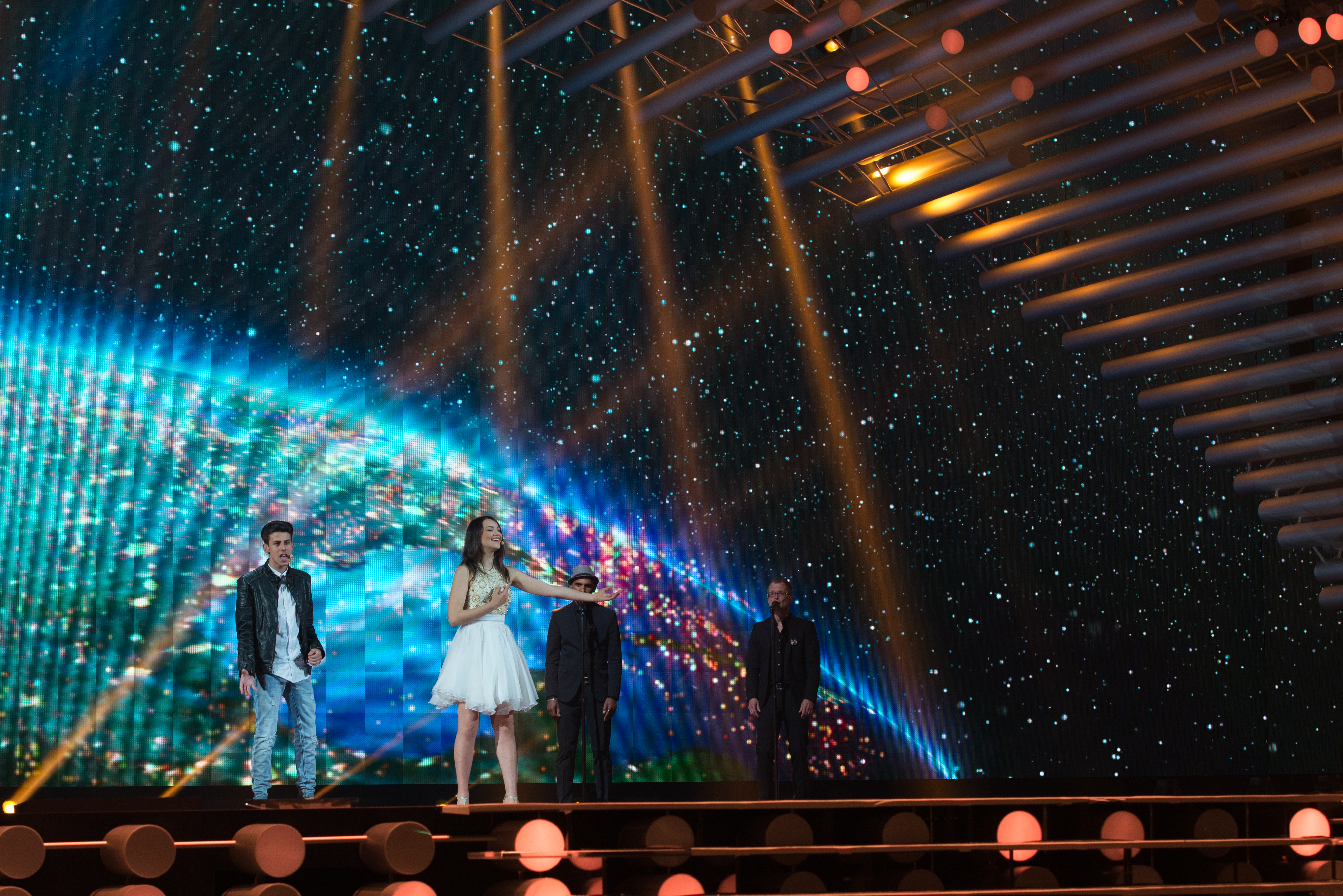
Michele Perniola és Anita Simoncini Bécsben (2015)
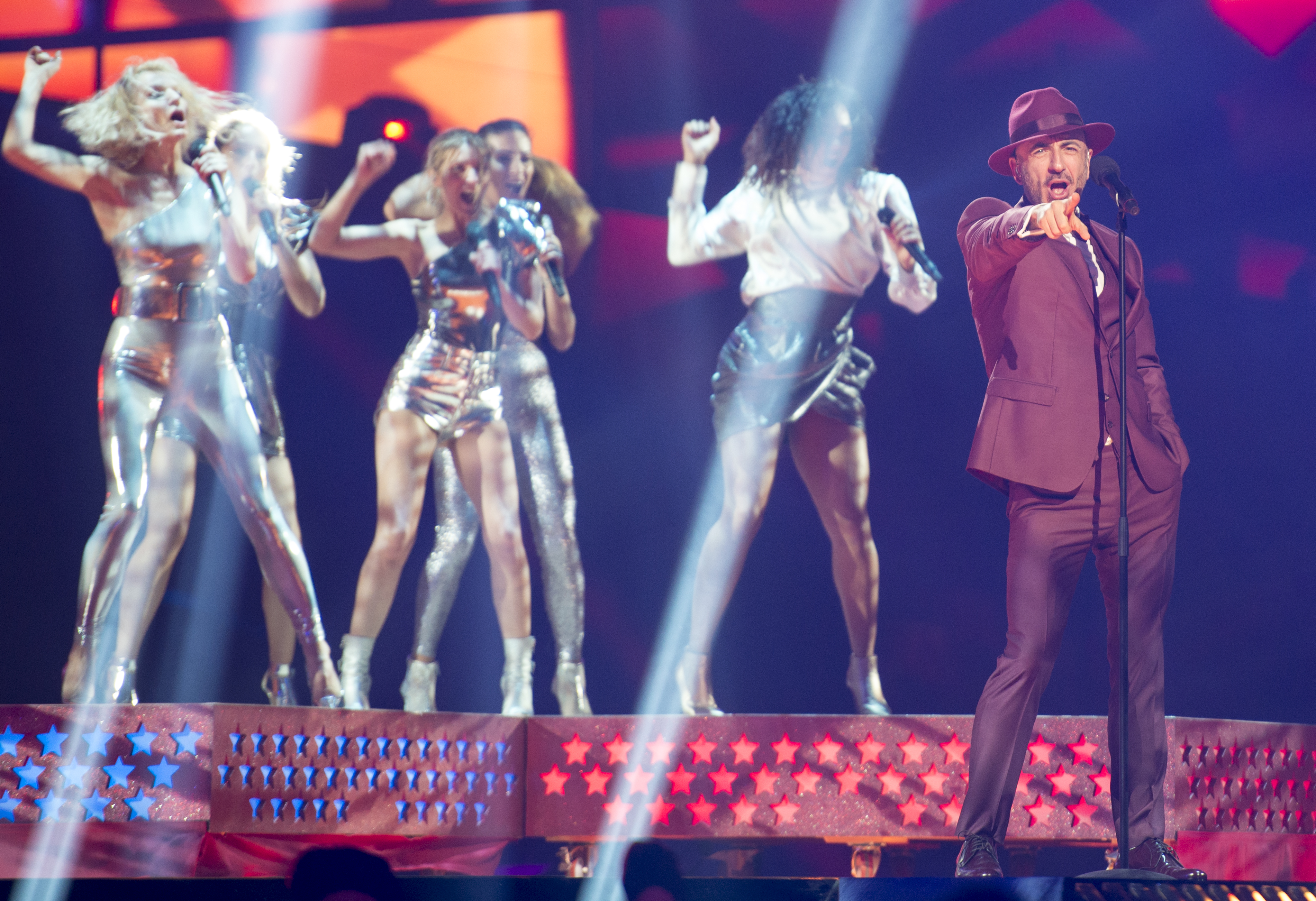
Serhat Stockholmban (2016)
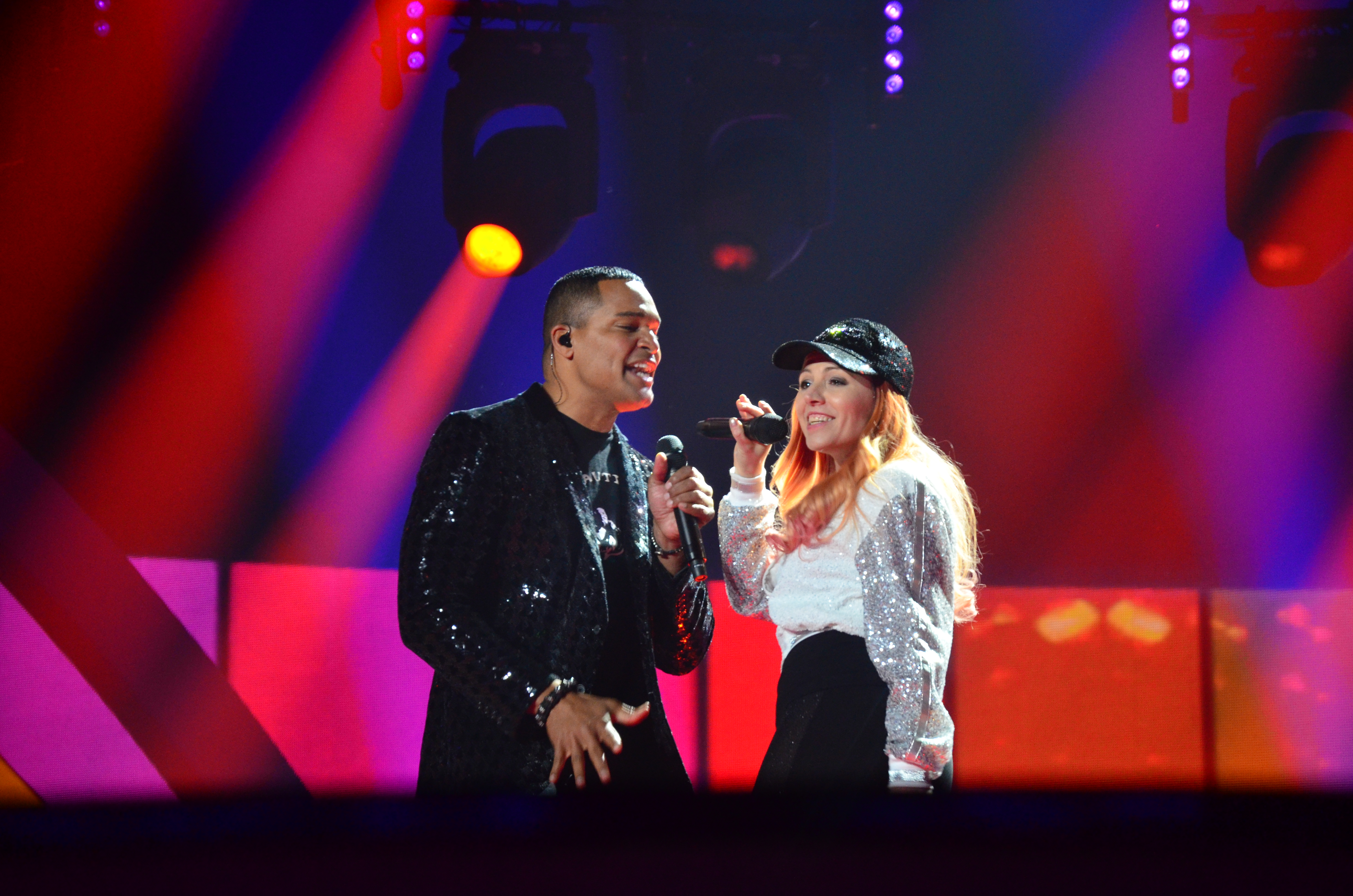
Valentina Monetta és Jimmie Wilson Kijevben (2017)
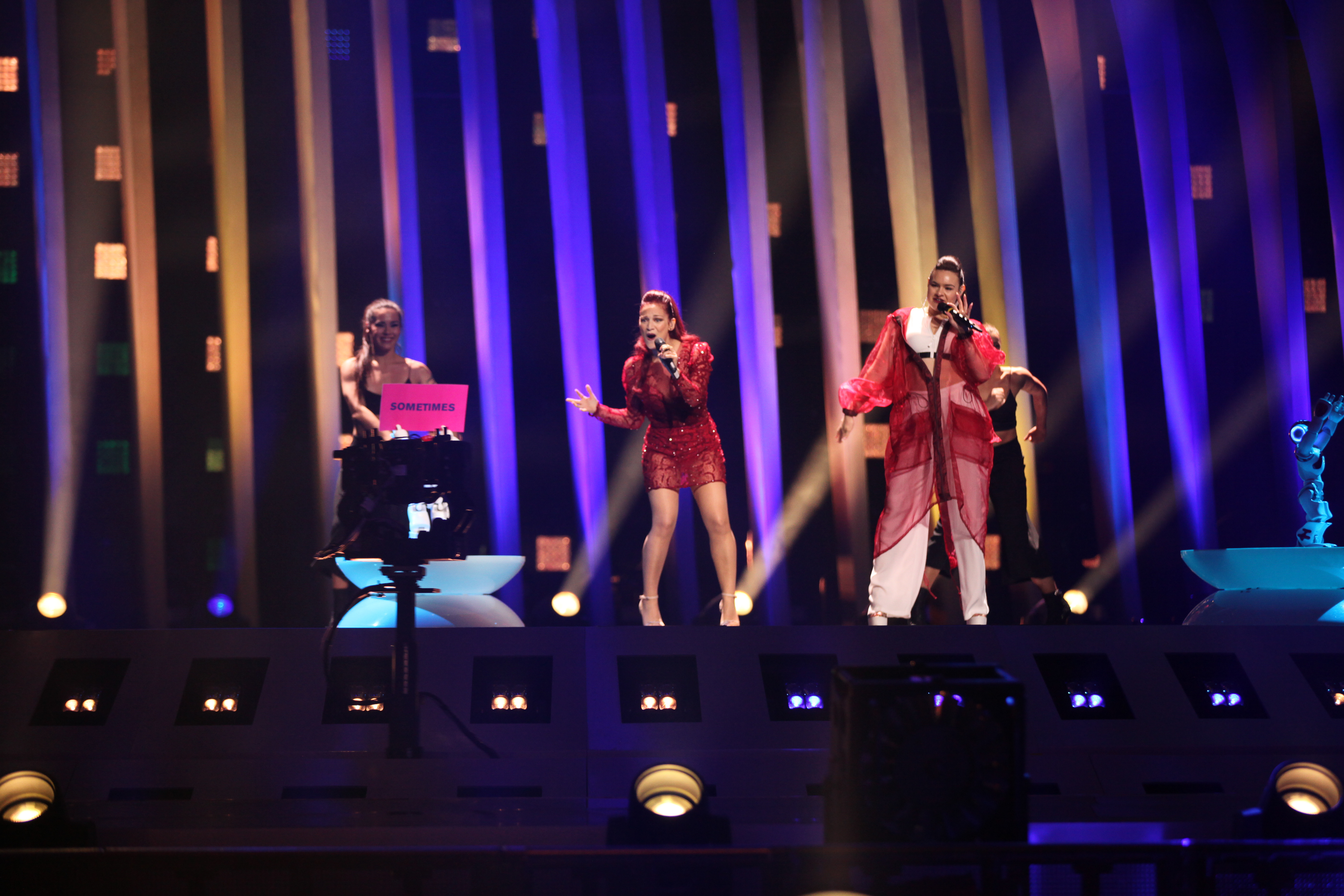
Sevak Khanagyan Lisszabonban (2018)
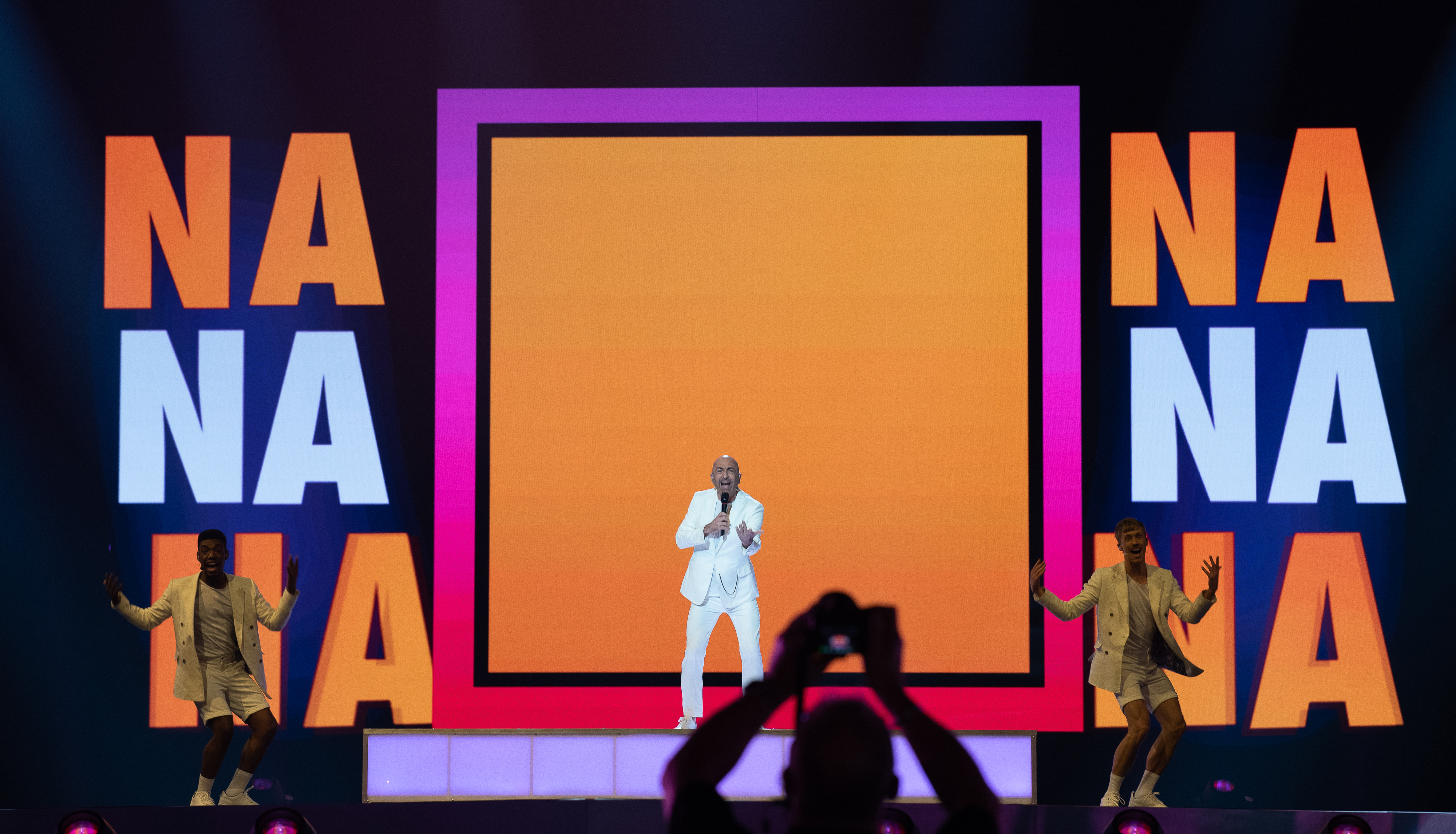
Serhat Tel-Avivban (2019)
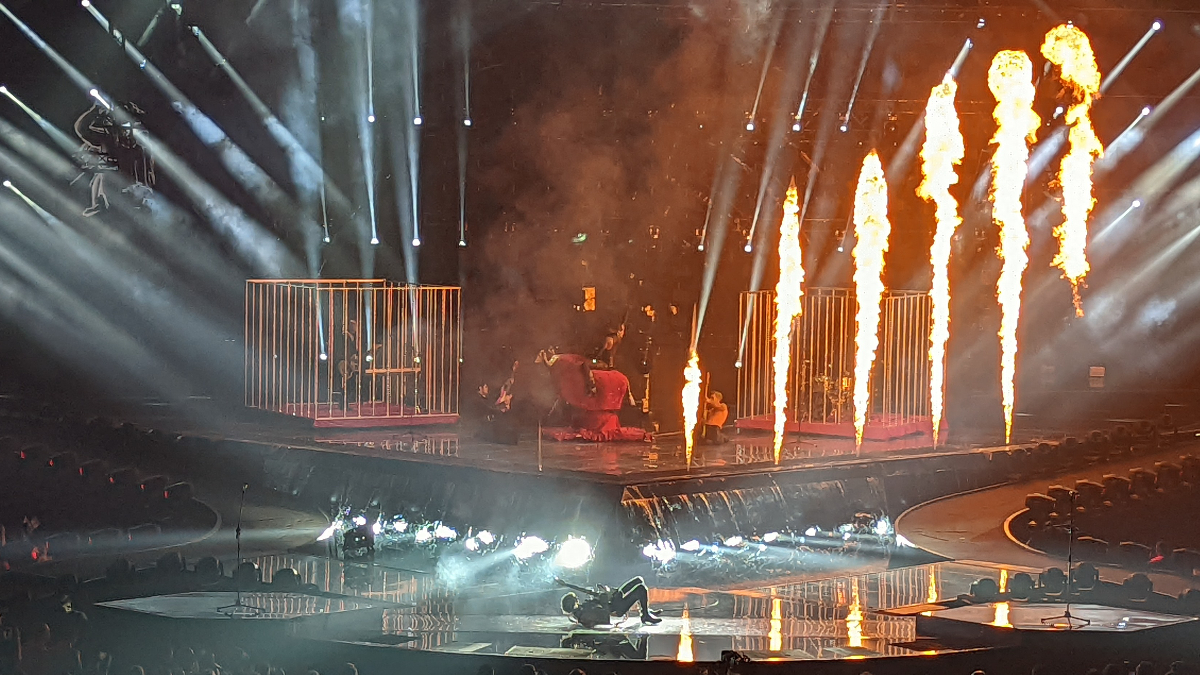
Achille Lauro Torinóban (2022)
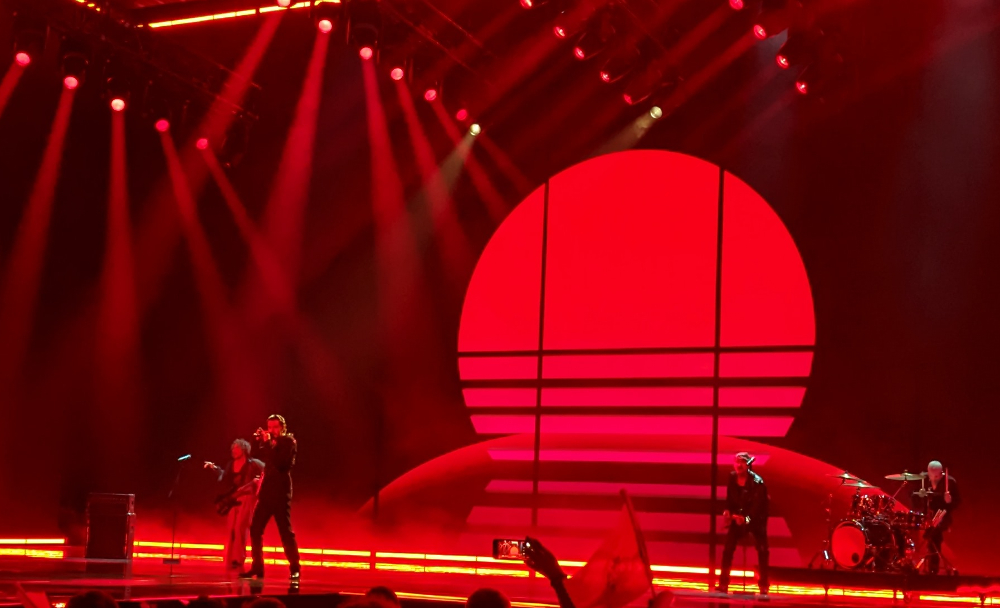
A Piqued Jacks Liverpoolban (2023)
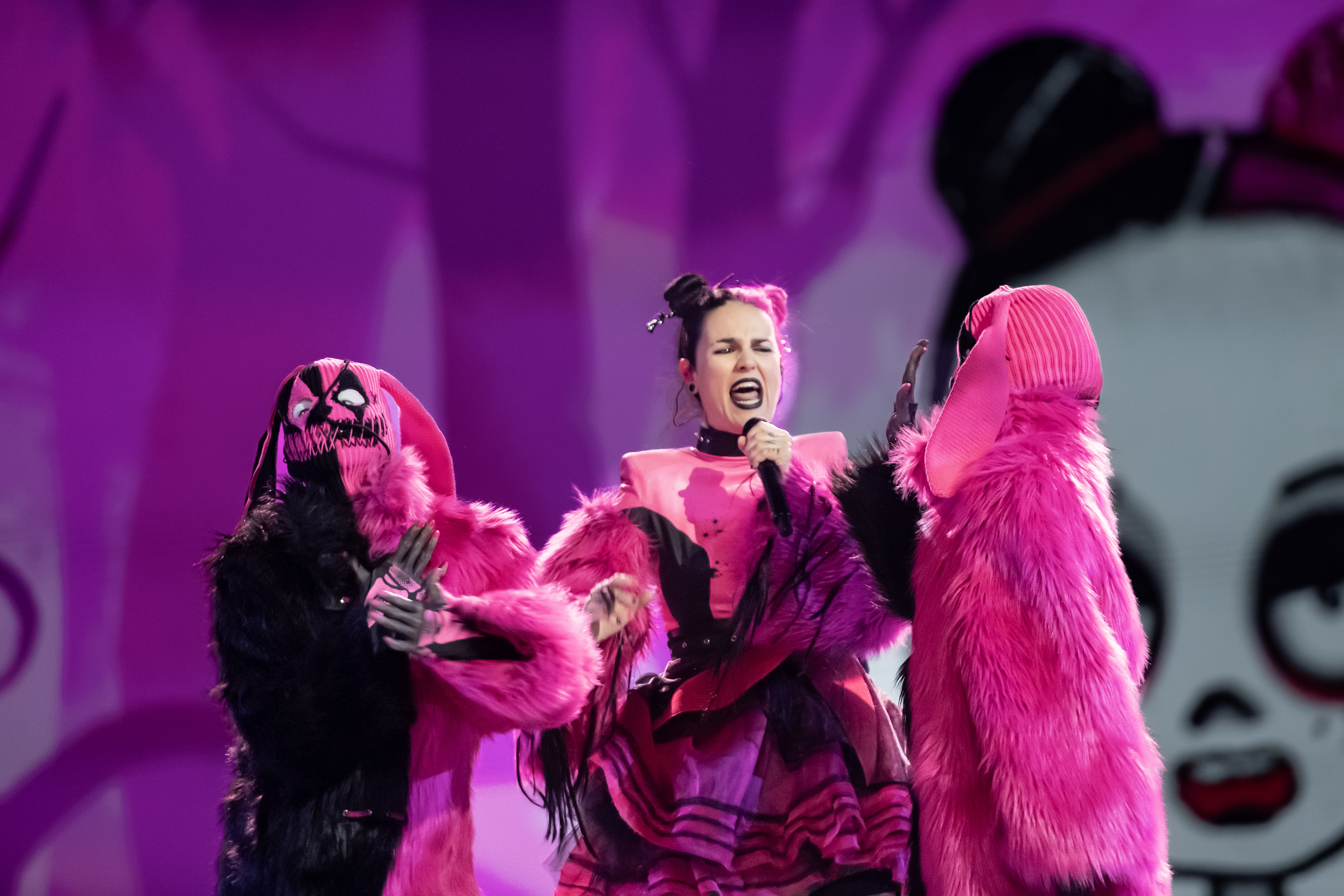
A Megara (együttes) Malmőben (2024)
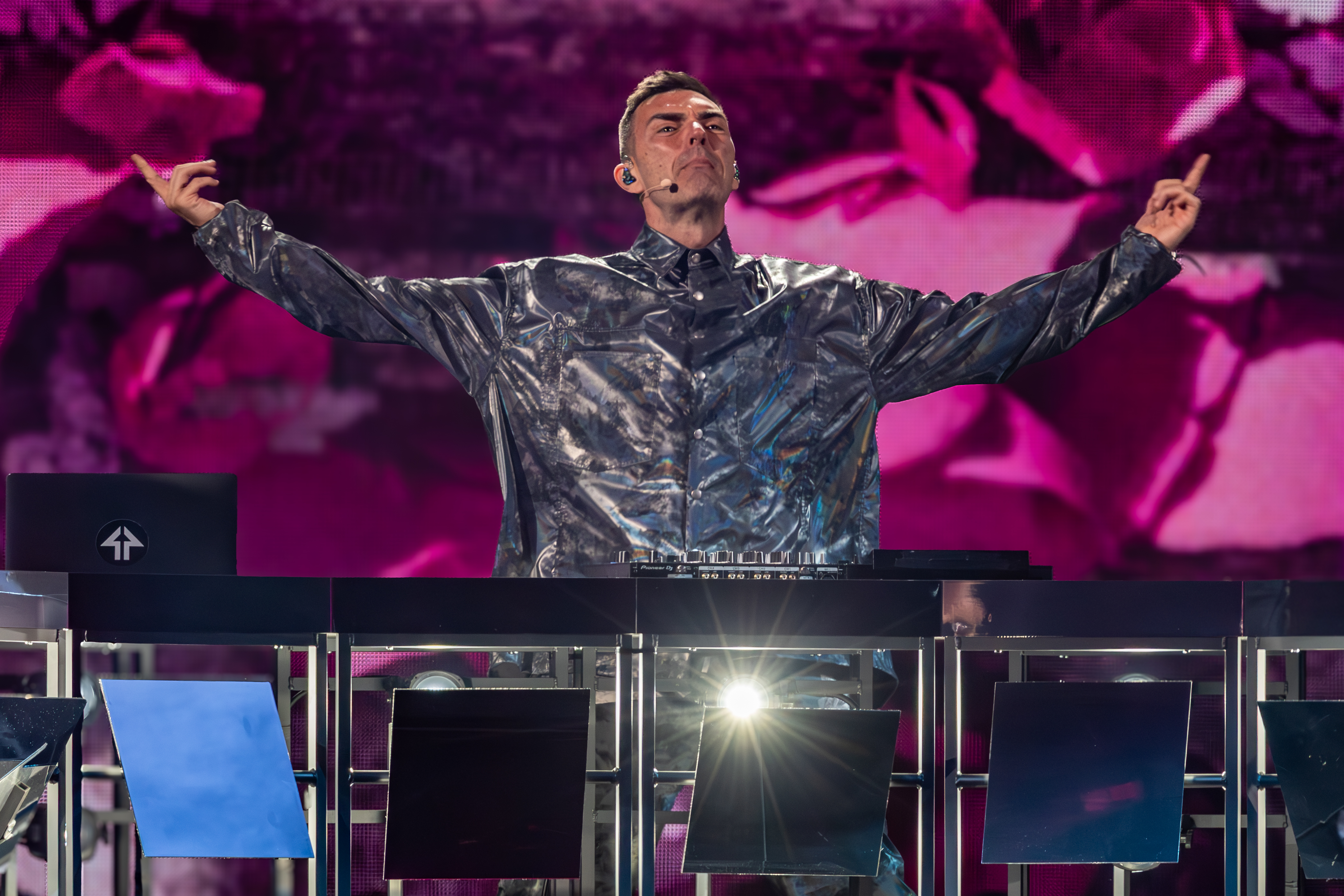
Gabry Ponte Bázelben (2025)

## Lásd még
- San Marino a Junior Eurovíziós Dalfesztiválokon